# Obwód sumski
Obwód sumski (ukr. Сумська область) – jeden z 24 obwodów Ukrainy. Leży na obszarze Ukrainy Lewobrzeżnej (zachód) i Ukrainy Słobodzkiej (wschód). Stolicą obwodu są Sumy. Obwód utworzono 10 stycznia 1939 r. z części obwodów charkowskiego, czernihowskiego i połtawskiego. Organem obwodowego samorządu terytorialnego jest Sumska Rada Obwodowa, w której skład wchodzi 64 deputowanych.
Na północy i wschodzie obwód graniczy z Rosją, z jej obwodem briańskim, kurskim i biełgorodzkim. Na południu i zachodzie graniczy z obwodem charkowskim, połtawskim i czernihowskim.

## Podział administracyjny na rejony

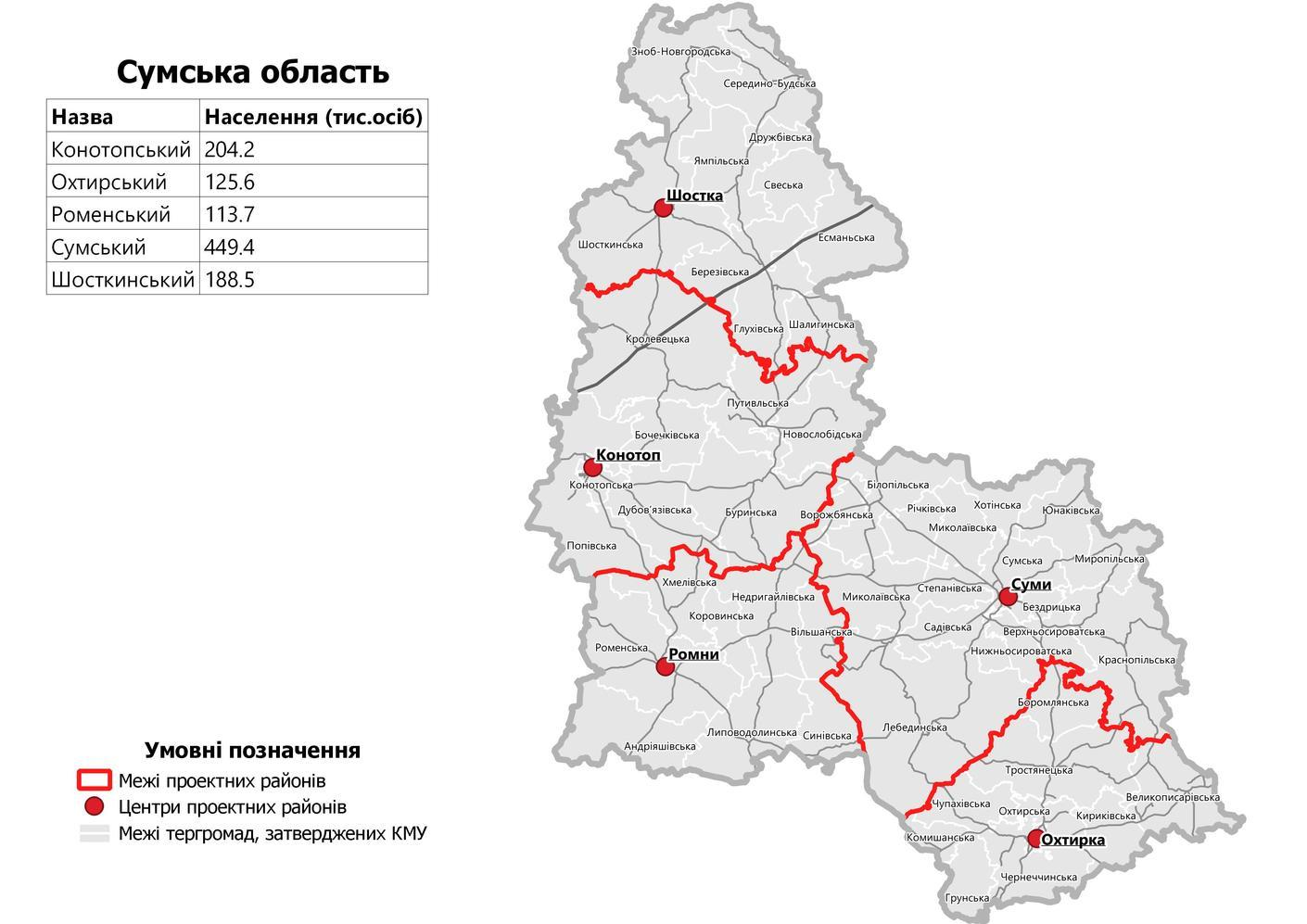
Rejony od 2020 roku

Rejony do 2020 roku

Do 17 lipca 2020 roku obwód sumski dzielił się na 18 rejonów: biłopilski, buryński, głuchowski, jampilski, konotopski, krasnopolski, królewiecki, łebedyński, łypowodołyński, nedryhajliwski, ochtyrski, putywelski, romeński, seredynobudski, sumski, szostecki, trostanecki, wełykopysariwski oraz 7 miast wydzielonych: Głuchów, Konotop Łebedyn, Ochtyrkę, Romny, Sumy oraz Szostkę.
W wyniku reformy podziału administracyjnego zmniejszono z 490 do 136 liczbę rejonów na Ukrainie. Od 17 lipca 2020 roku obwód sumski dzieli się na 5 rejonów:
1. konotopski
2. ochtyrski
3. romeński
4. sumski
5. szostecki

## Demografia
Skład narodowościowy obwodu w 2001 roku według danych z ukraińskiego spisu powszechnego:

1. Ukraińcy: 1 152 034 (88,8%)
2. Rosjanie: 121 655 (9,4%)
3. Białorusini: 4320 (0,33%)
4. Romowie: 1377 (0,11%)
5. Ormianie: 1183 (0,09%)
6. Mołdawianie: 778 (0,06%)
7. Żydzi: 762 (0,06%)
8. Azerowie: 569 (0,04%)
9. Tatarzy: 435 (0,03%)
10. Gruzini: 424 (0,03%)
11. Inni: 13 226 (1,02%)

## Historia
Wskutek inwazji Rosji na Ukrainę część obwodu sumskiego znajdowała się pod rosyjską okupacją między 24 lutego a 6 kwietnia 2022 roku. W jej wyniku zginęło ponad 120 cywilów. Miasto obwodowe Sumy znajdowało się w oblężeniu. Do najcięższych walk doszło w Ochtyrce, odznaczonej tytułem miasta-bohatera Ukrainy, oraz Trościańcu. Pomimo wycofania wojsk okupacyjnych Siły Zbrojne Federacji Rosyjskiej kontynuują ataki artyleryjskie, bombowe, dronowe, moździerzowe i rakietowe na obwód sumski, głównie przeciwko miejscowościom przygranicznym oraz miastu Sumy.
Historyczna przynależność administracyjna obszaru:
- 1503–1547: Wielkie Księstwo Litewskie: województwo kijowskie/Wielkie Księstwo Moskiewskie
- 1547–1569: Wielkie Księstwo Litewskie: województwo kijowskie/Carstwo Rosyjskie
- 1569–1618: Korona Królestwa Polskiego, prowincja małopolska: województwo kijowskie/Carstwo Rosyjskie
- 1618–1635: Korona Królestwa Polskiego, prowincja małopolska: województwo kijowskie, księstwo czernihowskie/Carstwo Rosyjskie
- 1635-1667: Korona Królestwa Polskiego, prowincja małopolska: województwo kijowskie, województwo czernihowskie/Carstwo Rosyjskie
- 1667–1721: Carstwo Rosyjskie
- 1721–1797: Imperium Rosyjskie
- 1797–1803: Imperium Rosyjskie: gubernia małorosyjska, gubernia kurska, gubernia słobodzko-ukraińska
- 1803–1835: Imperium Rosyjskie: gubernia czernihowska, gubernia połtawska, gubernia kurska, gubernia słobodzko-ukraińska
- 1835–1917: Imperium Rosyjskie: gubernia czernihowska, gubernia połtawska, gubernia kurska, gubernia charkowska
- 1920–1922: Ukraińska SRR
- 1922–1991: ZSRR, Ukraińska SRR
- od 1991: Ukraina: obwód sumski

## Miasta
|     | miasto               | populacja (2016) |
| --- | -------------------- | ---------------- |
| 1.  | Sumy                 | 267 633          |
| 2.  | Konotop              | 87 881           |
| 3.  | Szostka              | 77 134           |
| 4.  | Ochtyrka             | 48 645           |
| 5.  | Romny                | 40 681           |
| 6.  | Głuchów              | 33 794           |
| 7.  | Łebedyn              | 25 617           |
| 8.  | Królewiec            | 23 313           |
| 9.  | Trościaniec          | 20 708           |
| 10. | Białopole            | 16 466           |
| 11. | Putywl               | 15 856           |
| 12. | Buryń                | 8836             |
| 13. | Worożba              | 7198             |
| 14. | Seredyna-Buda        | 7160             |
| 15. | Chutir-Mychajliwśkyj | 4863             |

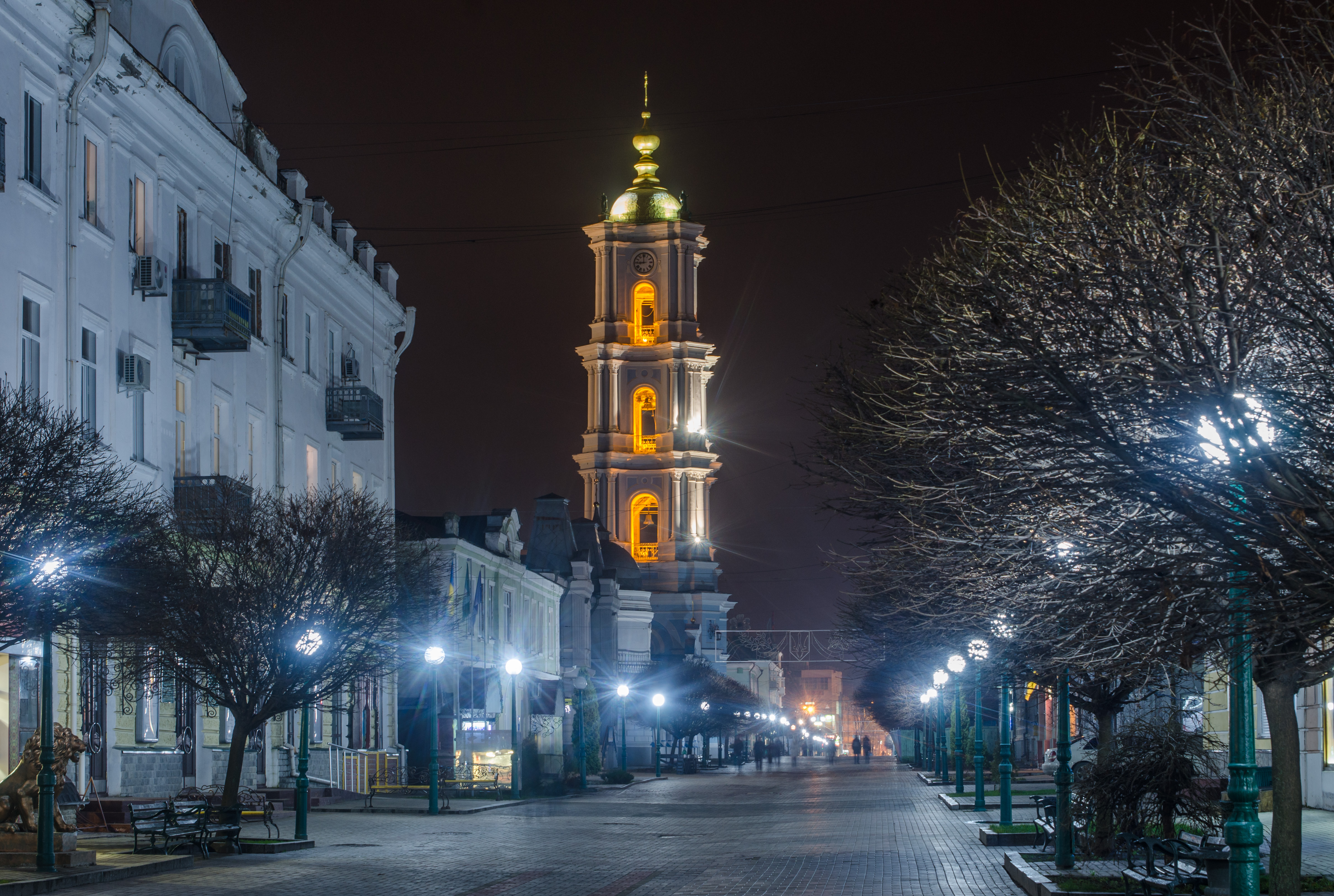
Sumy

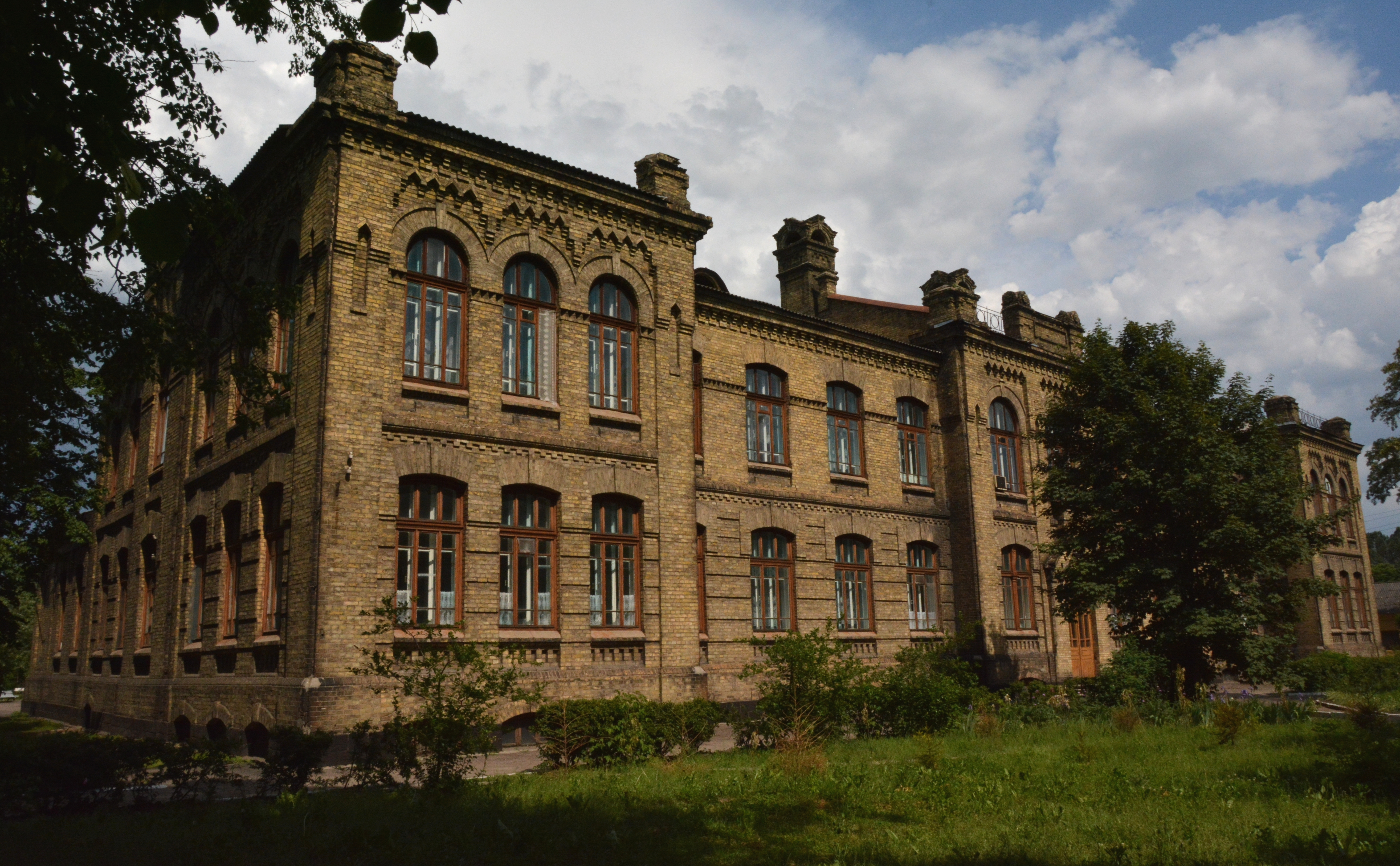
Konotop

Miasta Królewiec i Głuchów otrzymały prawa miejskie w 1644 r. z rąk króla Polski Władysława IV Wazy i są jednymi z najstarszych miast obwodu.